# Leutenberg
Leutenberg ist eine Landstadt im Landkreis Saalfeld-Rudolstadt in Thüringen, genannt „Stadt der sieben Täler“.

## Geographie
Leutenberg liegt an der Sormitz, einem Nebenfluss der Loquitz, inmitten des Naturparks Thüringer Schiefergebirge-Obere Saale. Durch Leutenberg verläuft die Bahnstrecke Hockeroda–Unterlemnitz, welche im Zweistundentakt durch die RB 32 befahren wird.

### Stadtgliederung
Die Stadt gliedert sich in insgesamt neun Ortsteile:
| - Dorfilm - Herschdorf - Hirzbach - Kleingeschwenda - Leutenberg | - Landsendorf - Munschwitz - Schweinbach - Steinsdorf |

Darüber hinaus gibt es auf dem Gebiet der heutigen Stadt Leutenberg folgende Ortslagen, die nicht den Status eines Ortsteils besitzen:
- Grünau
- Löhma
- St. Jakob
- Unterhütte, Oberhütte und Rosenthal

### Die sieben Täler
- Hüttengrund (Kiesbachtal)
- Sormitztal
- Lemnitztal
- Ilmtal
- Herschdorfer Tal
- Kalkgrubental
- Hinktal

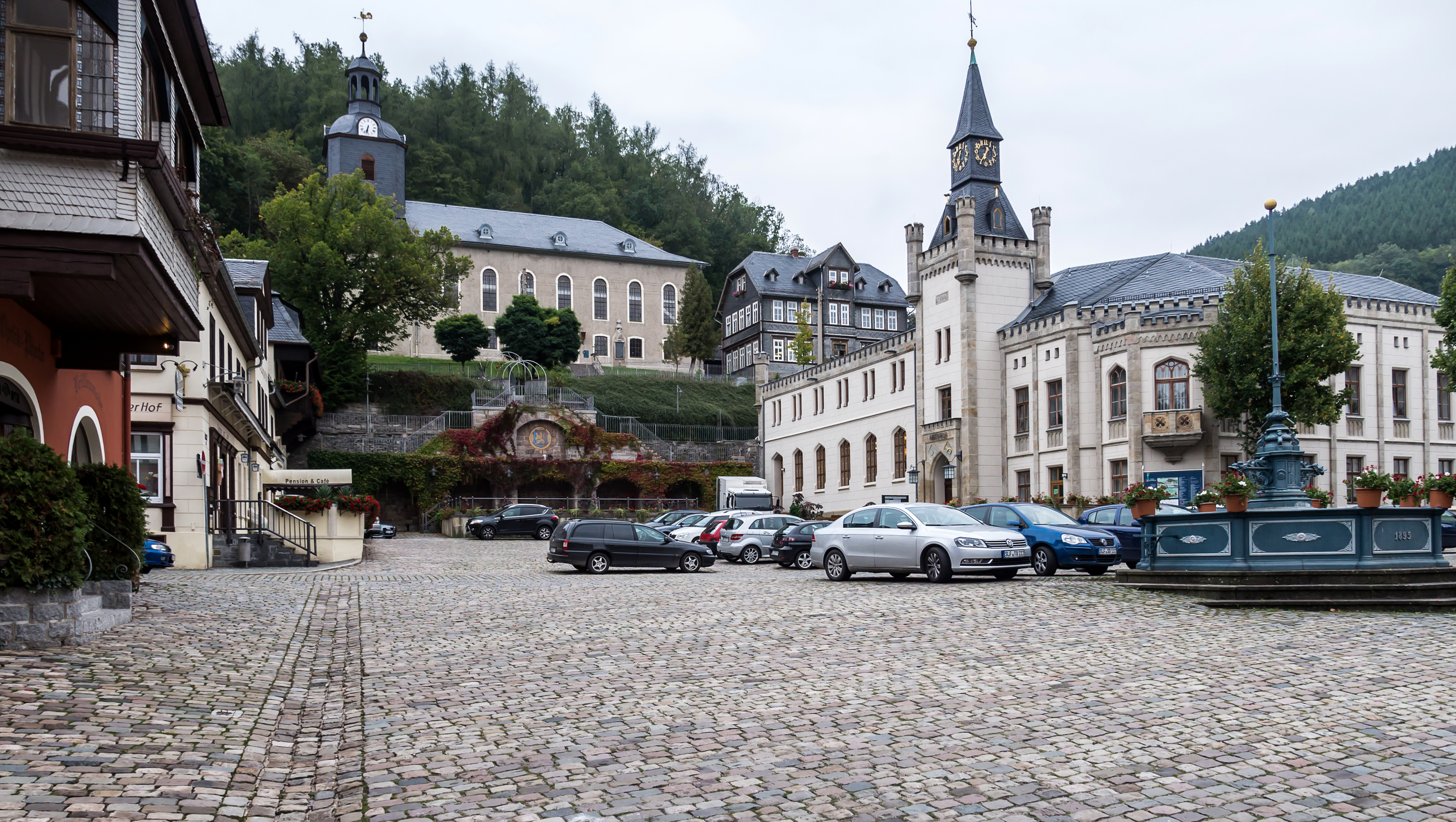
Marktplatz Leutenberg (Denkmalensemble)
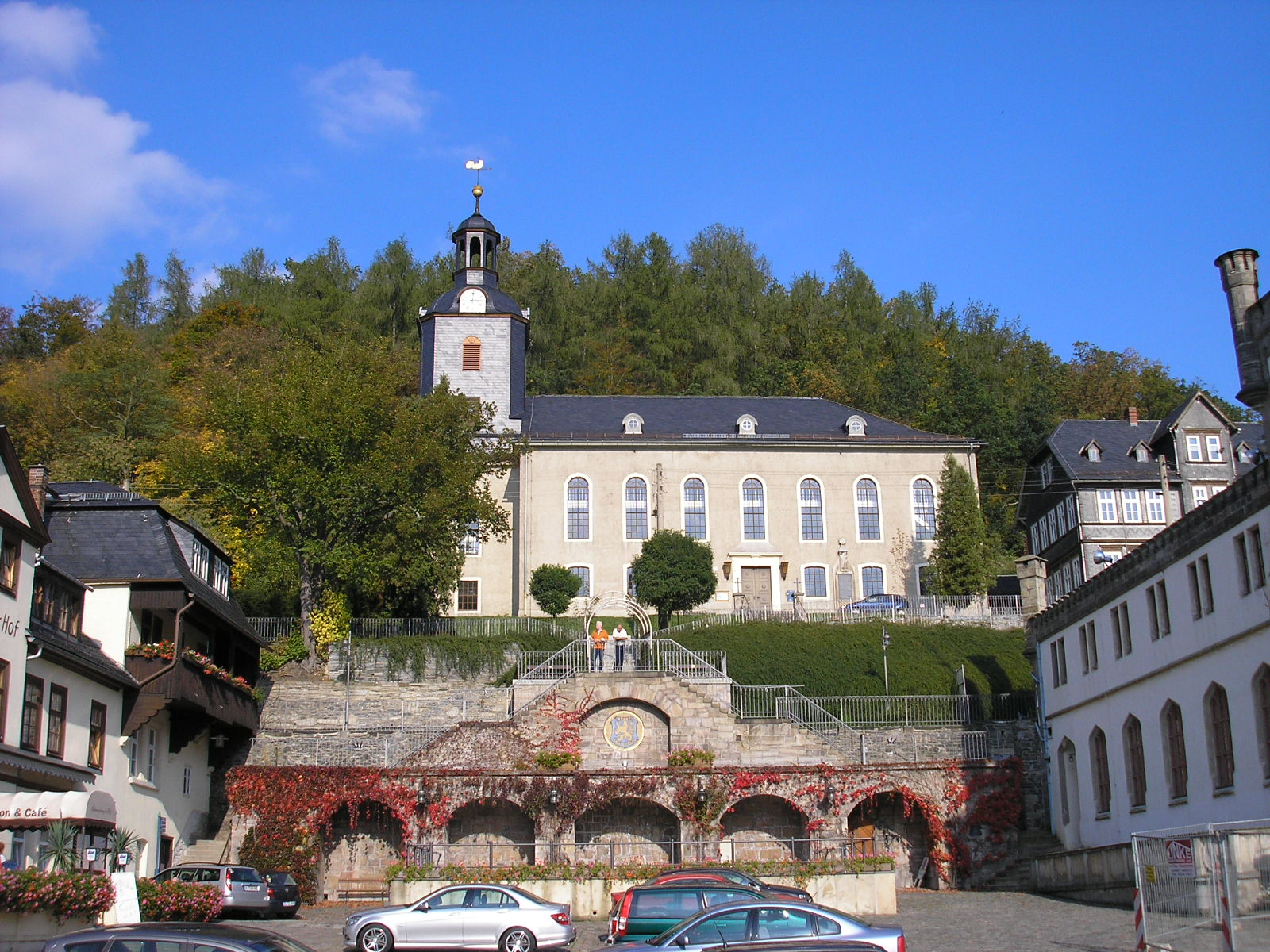
Stadtkirche
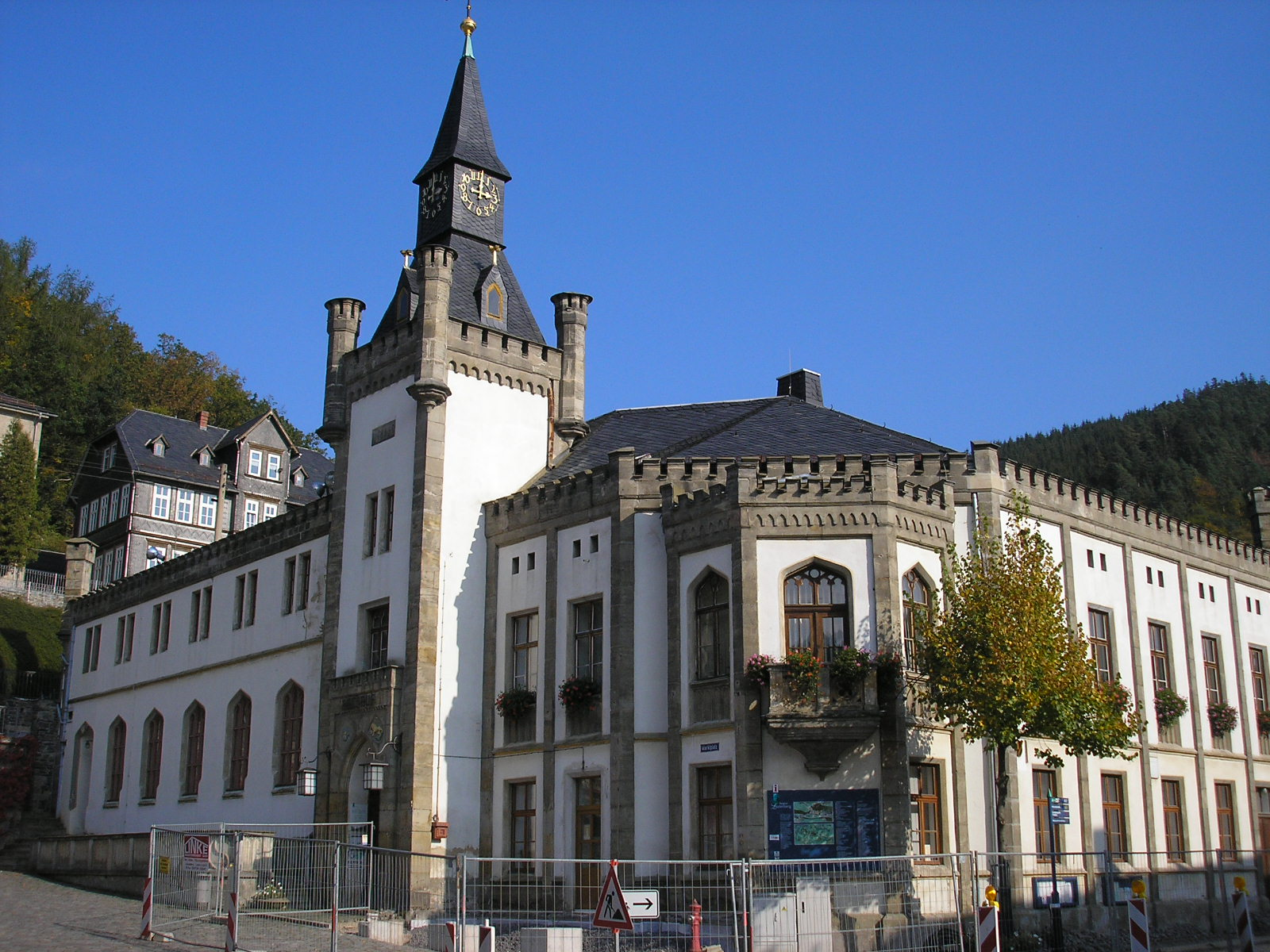
Rathaus
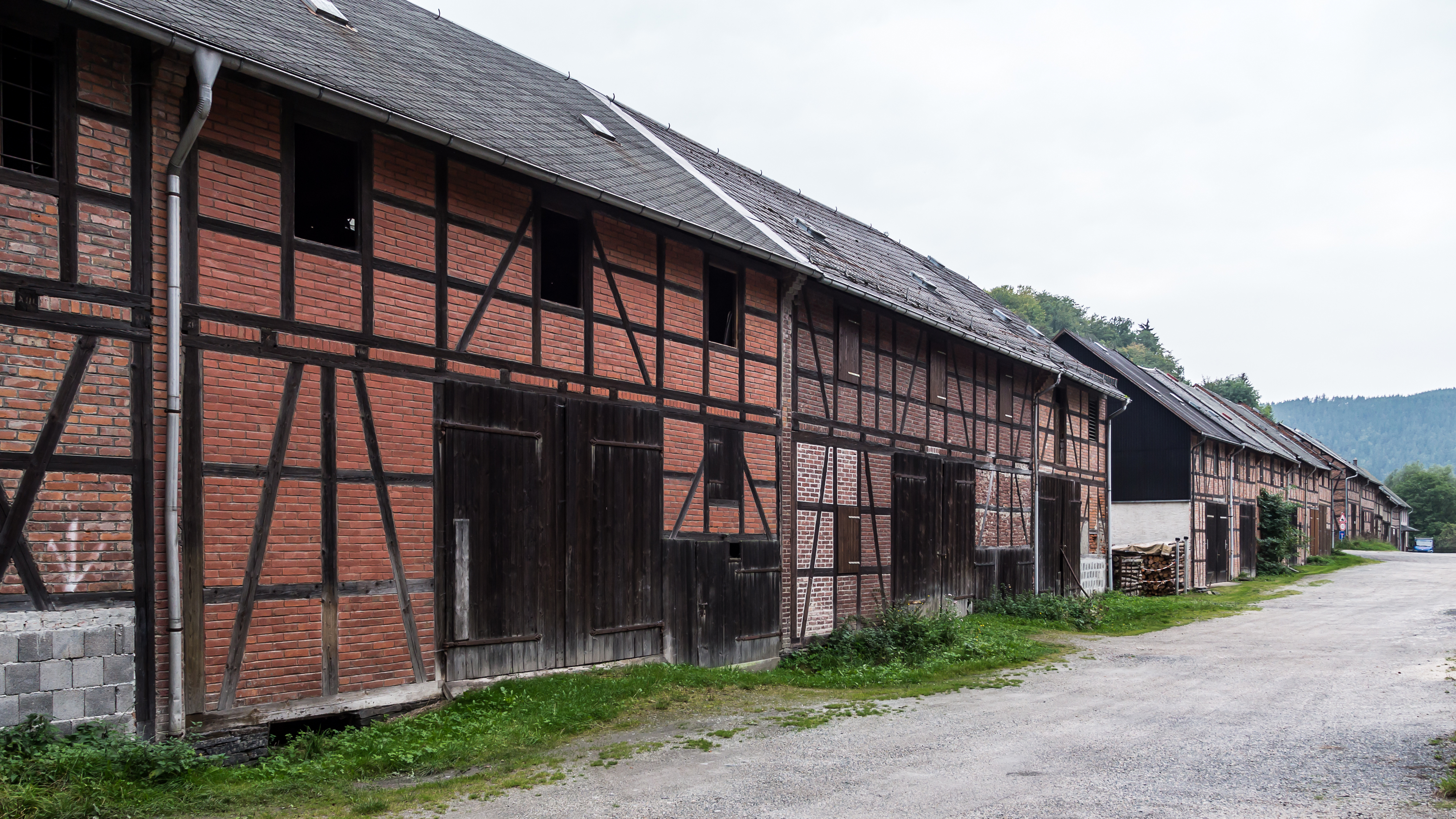
Scheunenreihe (Denkmalensemble)
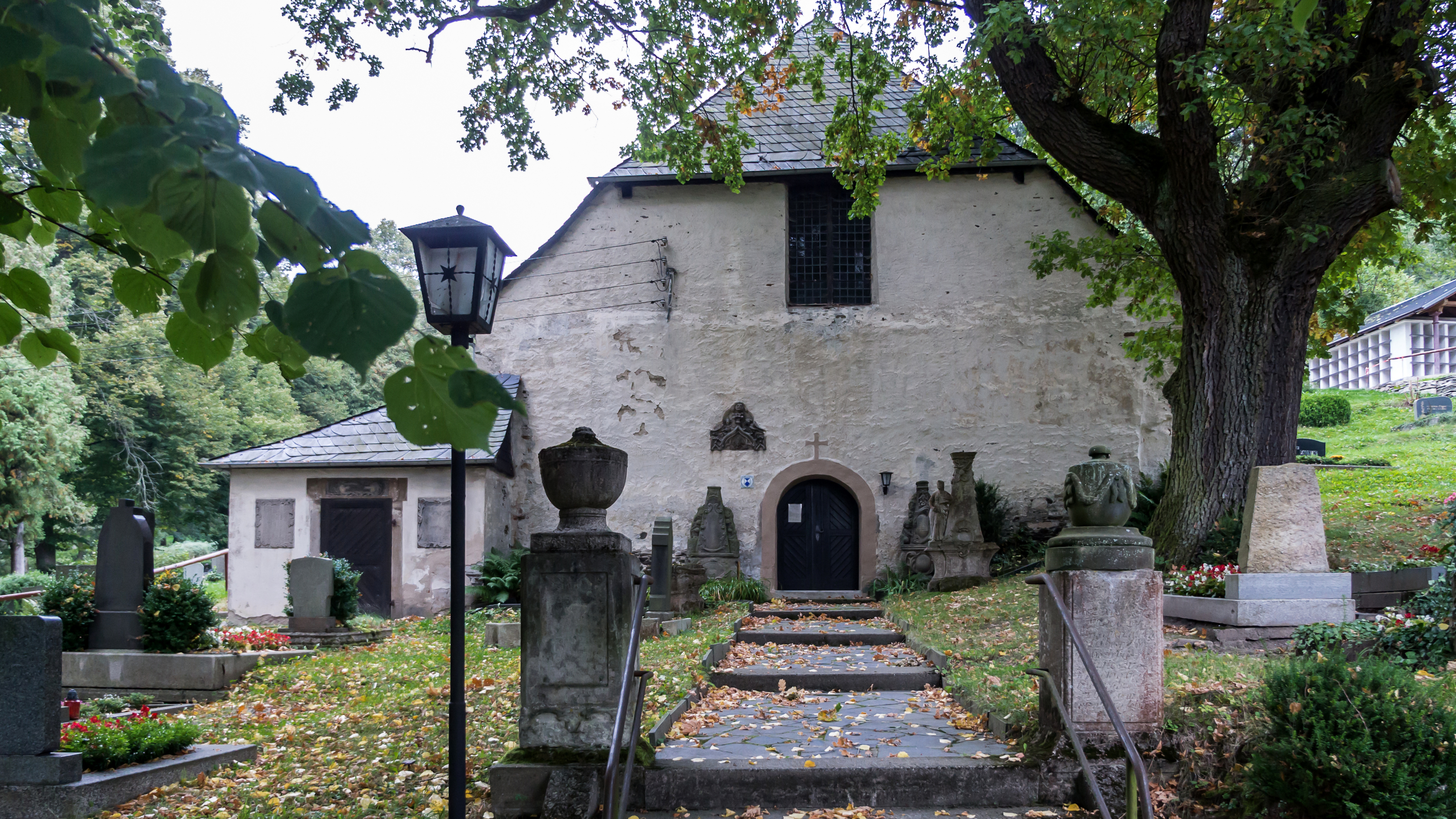
Cyriakskapelle am Friedhof
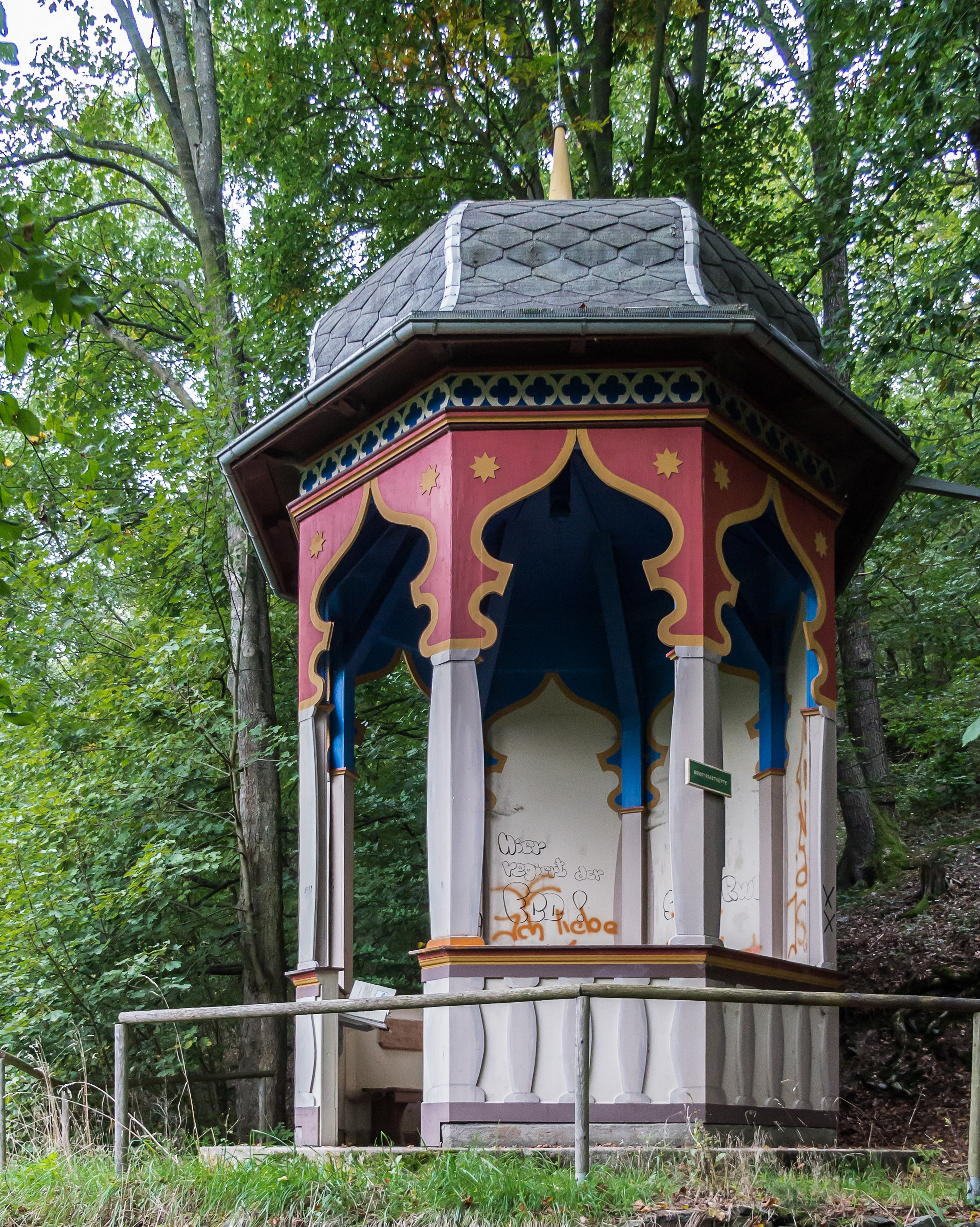
Märchen-Pavillon oberhalb des Ortes
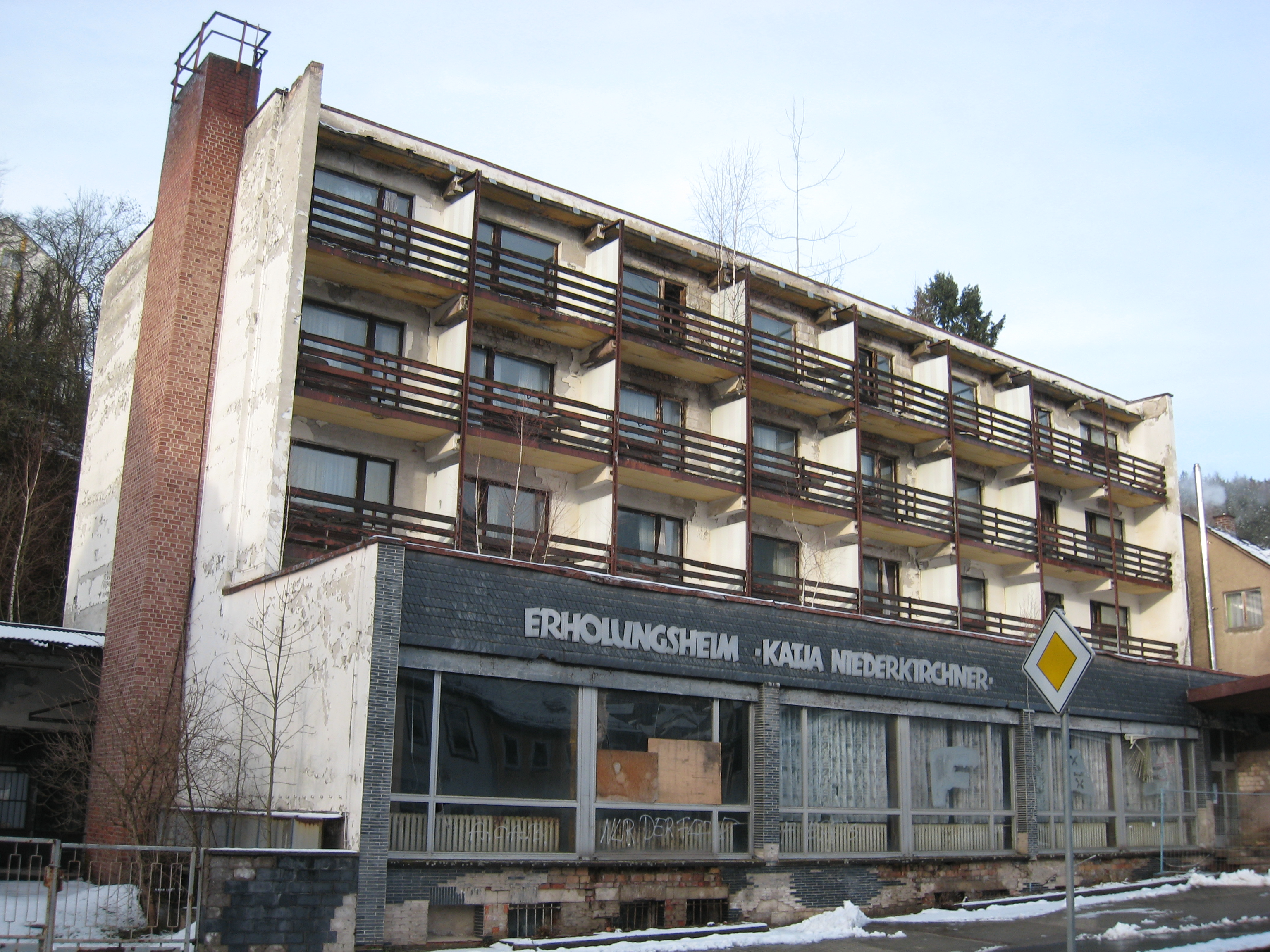
FDGB-Erholungsheim Katja Niederkirchner, 2021; abgerissen 2021

## Geschichte
Der Ort wurde 1187 als Lutenberg erstmals urkundlich erwähnt. Im Jahr 1208 wurde die Provinz Saalfeld von König Otto IV. an Schwarzburg gegeben. Darunter befand sich vermutlich auch Leutenberg, ohne jedoch explizit erwähnt zu werden.
Die damals gleichnamige Burg liegt hoch über dem Tal der Sormitz nordöstlich des Stadtzentrums von Leutenberg. Sie wurde strategisch günstig auf einem spornartigen Bergkopf über dem Tal errichtet. Gebaut wurde sie von den Herren von Leutenberg. Sie werden ab 1187 amtlich benannt. Im 13. Jahrhundert sind die Grafen von Schwarzburg Besitzer, da Burg und Land vom König Otto IV. als Reichslehen übergeben wurden.
Im Jahr 1326 wird erstmals in einer Urkunde von der Stadt Luthenberg gesprochen. 1395 wurde im mitteldeutschen Raum in Leutenberg das letzte Dominikanerkloster gebaut.
Von 1362 bis 1564 war die Stadt und Veste dann Sitz einer eigenen Linie der Schwarzburger: Schwarzburg-Leutenberg. Die Grafen von Gleichen belagerten die Bastion 1447 vergeblich. Die Beendigung der ständigen Erbstreitigkeiten zwischen den Schwarzburgern und Grafen von Orlamünde wurde in Leutenberg besiegelt, seitdem wird die Burg "Friedensburg" genannt. Erstmals lässt sich der Name Friedensburg um 1564 nachweisen. Sie brannte 1567 und nochmals 1934 aus und wurde stets wieder aufgebaut.  Jetzt residiert ein Fachkrankenhaus für Dermatologie in der gut erhaltenen Anlage.
Am 8. Oktober 1564 erlosch mit dem Tod von Graf Philipp I. von Schwarzburg-Leutenberg die Linie der Schwarzburg-Leutenberger und die Stadt fiel an Schwarzburg-Rudolstadt. Sie gehörte bis 1697 zur Oberherrschaft dieser Grafschaft und ab da bis 1918 zum gleichnamigen Fürstentum.
Am 7. Mai 1800 ist ganz Leutenberg abgebrannt, nur sieben Gebäude blieben vom Raub der Flammen verschont.
Während des Zweiten Weltkriegs bestand in Leutenberg ein KLV-Lager, das im Rahmen der Kinderlandverschickung u. a. von Schülern aus Düsseldorf bewohnt wurde. Dazu entstanden in drei Leutenberger Gasthöfen Unterbringungsmöglichkeiten: In der Garküche, in der Unteren Friedensburg und im Leutenberger Hof. Nach Abriss des Leutenberger Hofs wurde dort vom FDGB das Erholungsheim Katja Niederkirchner errichtet. Von 1930 bis zum Ende des Zweiten Weltkriegs befand sich in Leutenberg die Hundesprechschule Asra.
Seitdem war Leutenberg Teil des Landkreises Saalfeld. Seit der Bildung des neuen Landkreises Saalfeld-Rudolstadt am 1. Juli 1994 (zunächst unter dem Namen Schwarza-Kreis) gehört Leutenberg diesem an.
Die heutige Einheitsgemeinde Stadt Leutenberg wurde mit dem Thüringer Gesetz zur Neugliederung kreisangehöriger Gemeinden
(Thüringer Gemeindeneugliederungsgesetz – ThürGNGG) vom 23. Dezember 1996 gegründet (§ 22).
Dafür wurde die aus der Stadt Leutenberg und den Gemeinden Altenbeuthen, Dorfilm, Drognitz, Hirzbach, Landsendorf, Munschwitz, Neuenbeuthen, Reitzengeschwenda, Schweinbach und Steinsdorf bestehende Verwaltungsgemeinschaft Obere Saale aufgelöst. Aus dem Gebiet der aufgelösten Stadt Leutenberg und der aufgelösten Gemeinden Dorfilm, Hirzbach, Landsendorf, Munschwitz, Schweinbach und Steinsdorf wurde die neue Einheitsgemeinde gebildet.
Die Stadt Leutenberg besteht seitdem aus den neun Ortsteilen Dorfilm, Herschdorf, Hirzbach, Kleingeschwenda, Landsendorf, Leutenberg, Munschwitz, Schweinbach und Steinsdorf.

### Einwohnerentwicklung
In der nachstehenden Tabelle ist die Entwicklung der Einwohnerzahl seit 2020 dargestellt. Ermittelt wurden die Werte jeweils zum Stichtag 31. Dezember.
| Jahr      | 2020 | 2021 | 2022 | 2023 |
| --------- | ---- | ---- | ---- | ---- |
| Einwohner | 2057 | 2030 | 2027 | 2011 |

## Politik

### Stadtrat
Der Rat der Stadt Leutenberg besteht aus 14 Ratsmitgliedern. Nach der Stadtratswahl am 26. Mai 2024 führte das Ergebnis zu folgender Sitzverteilung (mit Unterschied zu voriger Sitzverteilung):
| Partei / Liste          | Sitze | 0+/−0 |
| CDU                     | 6     | + 2   |
| FDP                     | 0     | − 3   |
| LINKE/Leutenberg sozial | 0     | − 1   |
| FWG Leutenberg e. V.    | 6     | + 1   |
| FFW Steinsdorf e. V.    | 2     | + 1   |

### Bürgermeister
Der Diplom-Politologe Robert Geheeb (* 1977) war seit 2009 Stellvertretender Bürgermeister, seit 2015 ist er Bürgermeister der Stadt Leutenberg.

### Wappen
Blasonierung: „In Blau ein gekrönter goldener Löwe mit roter Zunge und Bewehrung.“

### Städtepartnerschaften
Seit 1990 besteht eine Partnerschaft mit Stadtsteinach in Bayern sowie seit 1992 mit der Gemeinde Hochspeyer in Rheinland-Pfalz.

## Kultur und Sehenswürdigkeiten

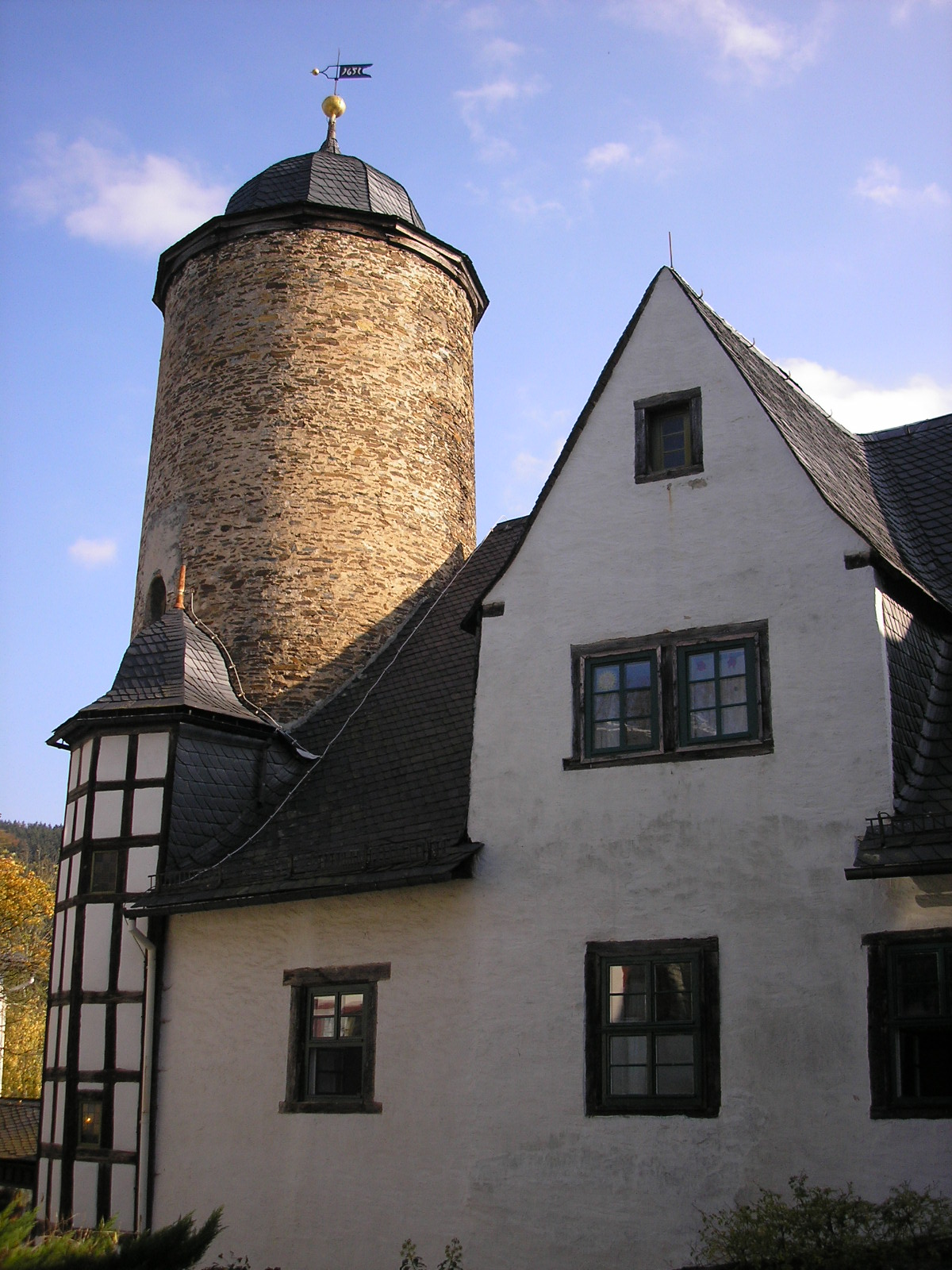
Schloss Friedensburg, Bergfried

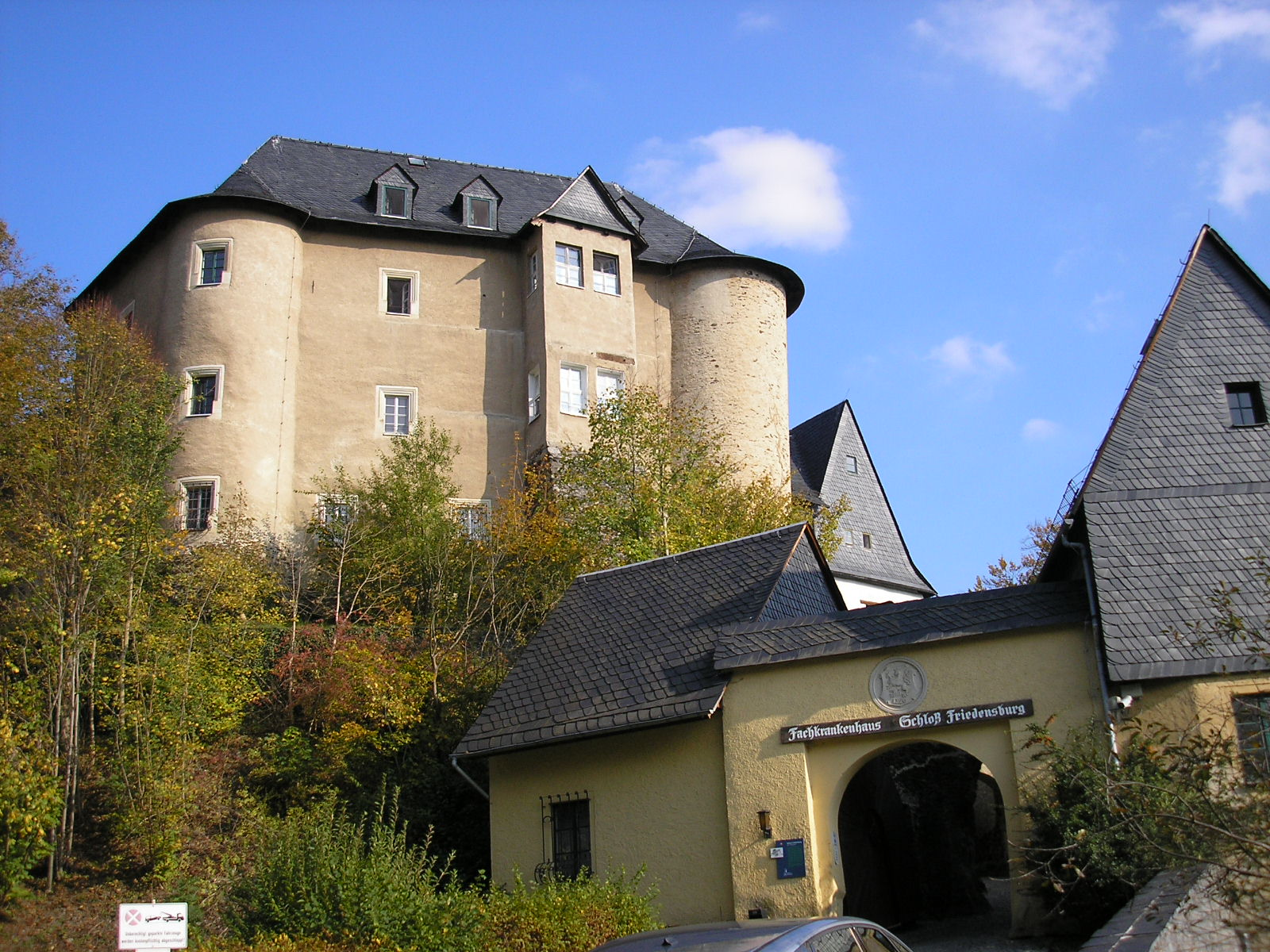
Schloss Friedensburg, Eingangsbereich

Sehenswert ist die historische Innenstadt mit Fachwerkhäusern, Brunnen, Kirche und Rathaus. Durch die Stadt und auch in den zugehörigen Gemeinden führen Hinweistafeln. Direkt hinter der Kirche am Schloßberg startet ein Naturlehrpfad, auf dem rund um den Berg einheimische Pflanzen und Tiere erläutert werden. Dazu zählen auch kleinere Besonderheiten der Region, wie die aus Korsika eingeführten Mufflons, die auch am Schloßberg vorkommenden Feuersalamander oder kalkliebende Arten wie Pimpernuss und Leberblümchen.
Am Ortsausgang Richtung Wurzbach liegt das Gelände der Naturparkverwaltung Thüringer Schiefergebirge/Obere Saale mit einem ausgedehnten Naturerlebnisbereich entlang der Sormitz. Im Verwaltungsgebäude befindet sich eine Ausstellung über den Naturpark mit Mineralienzimmer.
Durch die Naturparkverwaltung werden zertifizierte Naturführer ausgebildet, die in Leutenberg und auch in anderen Bereichen des Naturparkes Touristen und Einheimische durch die Landschaft führen. Die Touren verteilen sich über das gesamte Naturparkgebiet von Saalfeld bis Blankenstein und vom Plothener Teichgebiet bis zum Rennsteig.

### Baudenkmale
Auf Schloss Friedensburg befand sich von 1904 bis 1945 eine Privatpension, in die während der Zeit des Nationalsozialismus mehrere Häftlinge aus dem Frauengefängnis Hohenleuben als Angestellte vermittelt wurden, um sie einer Einweisung in ein KZ zu entziehen.
Ebenfalls unter Denkmalschutz steht das ehemalige Sanatorium im Leutenberger Ortsteil Löhma/Munschwitz. Der Gebäudekomplex wurde Anfang der 60er Jahre für die Bauarbeiter des Pumpspeicherwerkes Hohenwarte 2 errichtet und dann ca. 30 Jahre als Sanatorium genutzt. Nachdem es ca. 25 Jahre leer stand, will es der neue Eigentümer und Projektentwickler Ralph Dierich wieder zu einem Lebens-, Arbeits-, und Erholungsort entwickeln.

### Geschichtsdenkmale
Ein sowjetischer Ehrenhain mit den Gräbern von 35 Opfern von Zwangsarbeit, die hierher auch aus anderen Orten (Kaulsdorf, Probstzella, Gräfenthal) umgebettet wurden, erinnert an die Zwangsarbeit von zahlreichen Arbeitskräften aus Osteuropa, die auch in den umliegenden Orten Kleingeschwenda, Landsendorf, Gleima, Schweinbach und Hirzbach arbeiten mussten. Seit 1985 erinnert eine Stele an der Kreuzung Bahnhofstraße/Saalfelder Straße an Opfer der Todesmärsche im Kreisgebiet.
Die über 24 Register verfügende Orgel der Kirche stammt ursprünglich aus dem Jahr 1886 und wurde 1894 umgebaut. An ihrer Entstehung waren sowohl die Firmen Ladegast wie auch Peternell beteiligt. Das Instrument wurde von 2013 bis 2015 durch das Unternehmen Hermann Eule Orgelbau Bautzen restauriert.

## Persönlichkeiten

### Ehrenbürger
- Paul von Hindenburg (1847–1934), Generalfeldmarschall[17]

### Söhne und Töchter des Ortes
- Friedrich Wilhelm Ludwig von Beulwitz (1755–1829), Kanzler von Schwarzburg-Rudolstadt und Besitzer der Güter in Löhma, Munschwitz und St. Jakob
- Theodor Linschmann (1850–1940), Geistlicher und Bibliotheksdirektor
- Hildegard Tauscher (1898–1971), Rhythmikerin
- Roland Mey (* 1942), Physiker, Autor, Pädagoge und Bürgerrechtler

## Historische Ansichten

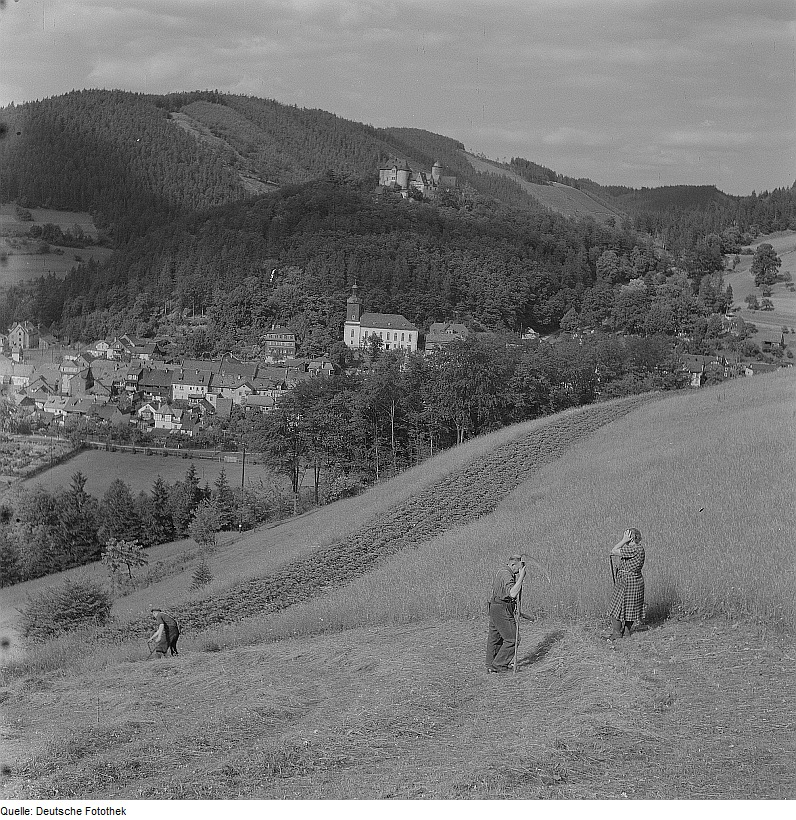
Blick auf die Stadt 1953/54
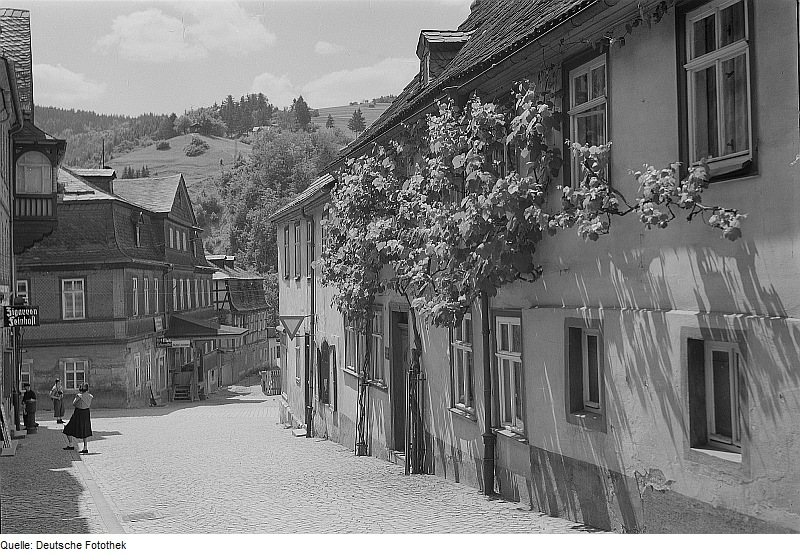
Straßenszene vor 1977
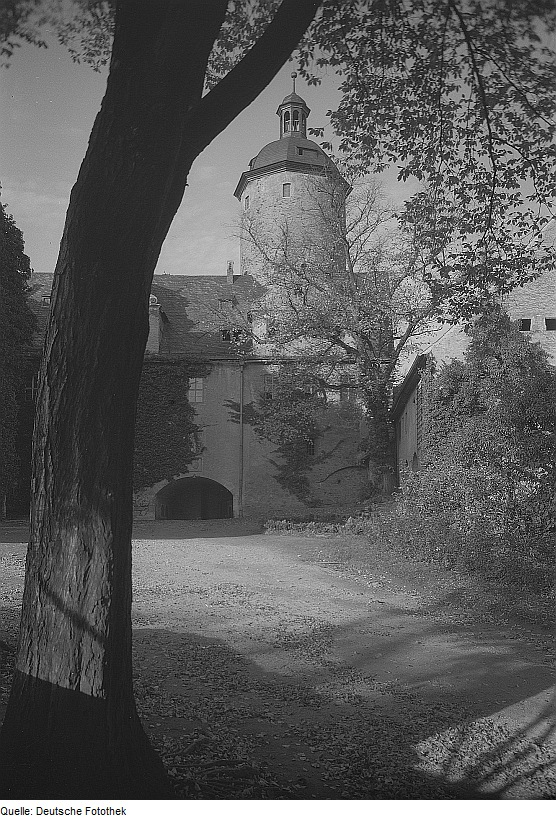
Schloss Friedensburg 1953/54
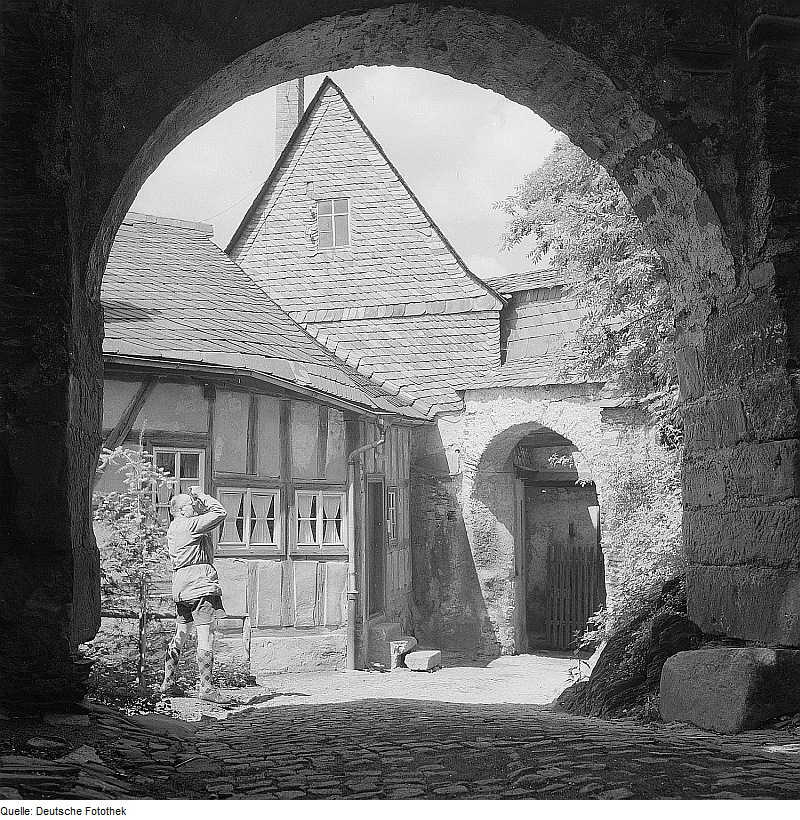
Ein Innenhof 1953/54
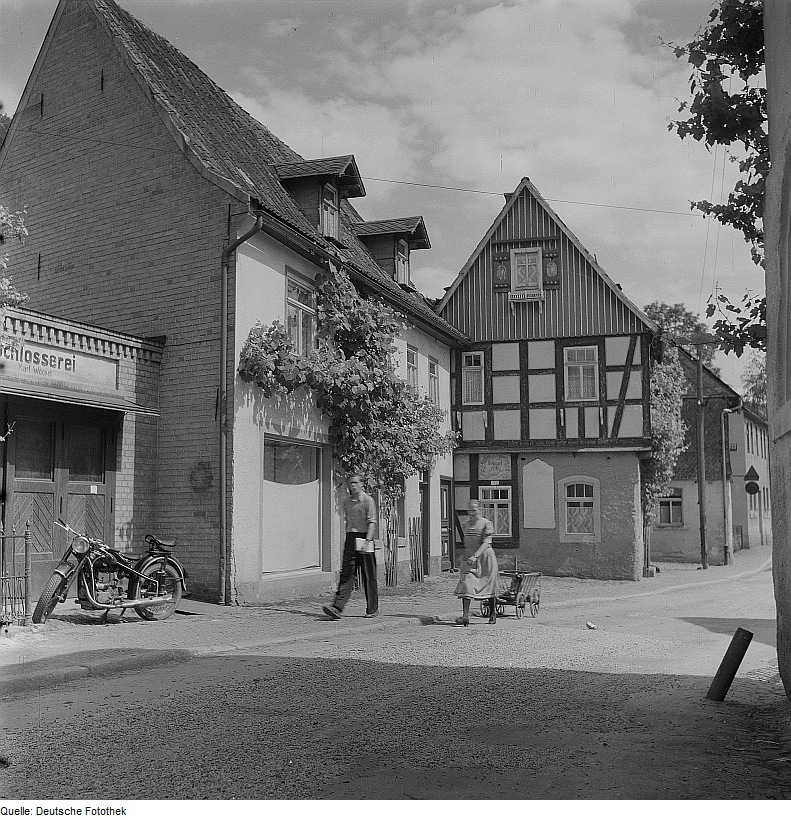
Straßenszene 1953/54
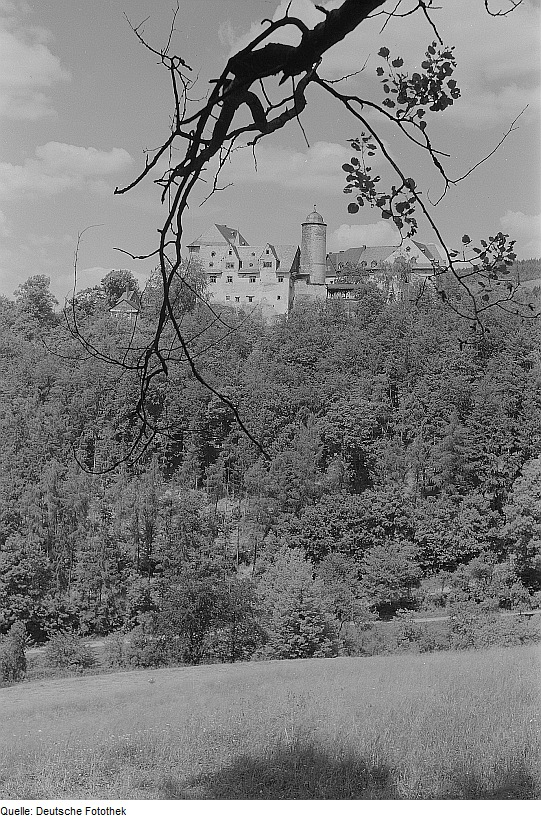
Blick auf das Schloss 1953/54